# Tesourinha
Tesourinha, właśc. Osmar Fortes Barcellos (ur. 3 grudnia 1921 w Porto Alegre, zm. 17 czerwca 1979 tamże) – brazylijski piłkarz grający na pozycji napastnika.

## Kariera
Urodzony w Porto Alegre Tesourinha w piłkę zaczął grać w miejscowym klubie Ferroviário, a zawodową karierę piłkarską rozpoczął w 1939 roku w klubie SC Internacional.
Razem z klubem Internacional osiem razy z rzędu zdobył mistrzostwo stanu Rio Grande do Sul (czyli Campeonato Gaúcho) oraz mistrzostwo miasta Porto Alegre (czyli Campeonato Citadino de Porto Alegre) – w 1940, 1941, 1942, 1943, 1944, 1945, 1946, 1947 oraz 1948 roku.
Jako piłkarz klubu Internacional wziął udział w turnieju Copa América 1945, gdzie Brazylia została wicemistrzem Ameryki Południowej. Tesourinha zagrał we wszystkich sześciu meczach – z Kolumbią, Boliwią (zdobył bramkę), Urugwajem, Argentyną, Ekwadorem i Chile.
Pod koniec 1945 roku wygrał razem z reprezentacją Brazylii turniej Copa Julio Roca 1945.
Rok później wziął udział w turnieju Copa América 1946, gdzie Brazylia ponownie została wicemistrzem Ameryki Południowej. Tesourinha zagrał we wszystkich pięciu meczach – z Boliwią (wszedł na boisko za Eduardo Limę), Urugwajem, Paragwajem, Chile i Argentyną.
W kolejnym roku wziął udział w turnieju Copa Rio Branco 1947, wygranym przez Brazylię. Następnie wraz z Internacionalem zdobył kolejne dwa tytuły mistrza stanu Rio Grande do Sul – w 1947 i 1948 roku.
Wciąż jako gracz klubu Internacional brał udział w turnieju Copa América 1949, gdzie Brazylia zdobyła tytuł mistrza Ameryki Południowej. Tesourinha zagrał w sześciu meczach – z Ekwadorem (zdobył 2 bramki), Kolumbią (zdobył bramkę), Peru, Urugwajem (zdobył bramkę), Paragwajem (zdobył bramkę) i w decydującym o mistrzowskim tytule barażu z Paragwajem (zdobył 2 bramki). Jako zdobywca 7 bramek został wicekrólem strzelców turnieju.
Wkrótce po zwycięskim turnieju kontynentalnym Tesourinha zakończył grę w klubie Internacional, dla którego zdobył łącznie 176 bramek. Wraz z Carlitosem i Adãozinho tworzył najlepszą w latach 40. trójkę napastników w Brazylii.
W 1950 roku Tesourinha został graczem klubu CR Vasco da Gama i z miejsca zdobył tytuł mistrza stanu Rio de Janeiro.  W swoim pierwszym sezonie zdobył 10 bramek w 23 meczach i był pewniakiem do powołania na Mistrzostwa Świata 1950 w Brazylii, jednakże przez poważną kontuzję łąkotki, ostatecznie nie otrzymał powołania. W Vasco da Gama grał do 1951 roku, a od 1952 roku do 1955 roku występował w barwach klubu Grêmio Porto Alegre.
Na koniec kariery, w latach 1956–1957 grał w klubie Nacional Porto Alegre.
Tesourinha zmarł na raka żołądka 17 czerwca 1979 roku w swoim rodzinnym mieście – Porto Alegre.

## Osiągnięcia
Klub
- SC Internacional
  - Campeonato Gaúcho: 1940, 1941, 1942, 1943, 1944, 1945, 1947, 1948
  - Campeonato Citadino de Porto Alegre: 1940, 1941, 1942, 1943, 1944, 1945, 1947, 1948
- CR Vasco da Gama
  - Campeonato Carioca: 1950

Reprezentacja
- Brazylia
  - Copa Julio Roca: 1945
  - Copa Río Branco: 1947, 1950
  - Copa América: 1949
  - Finalista Copa América: 1945, 1946
  - Taça Oswaldo Cruz: 1950